# Gora Skalistaja (Coatsland)
Gora Skalistaja (Transkription von russisch Гора Скалистая ‚Felsiger Berg‘) ist ein Nunatak im ostantarktischen Coatsland. In den Theron Mountains ragt er an der Nordostflanke des Jeffries-Gletschers auf.
Russische Wissenschaftler benannten ihn deskriptiv.